# Кастельсилано
Кастельсилано (итал. Castelsilano) — коммуна в Италии, располагается в регионе Калабрия, подчиняется административному центру Кротоне.
Население составляет 1273 человека, плотность населения составляет 33 чел./км². Занимает площадь 39 км². Почтовый индекс — 88834. Телефонный код — 0984.
Покровителем коммуны почитается святой Леонард Ноблакский, празднование 6 ноября.